# Richárd Mezei
Richárd Mezei, madžarski rokometaš, * 1970.
Leta 2004 je na poletnih olimpijskih igrah v Atlanti v sestavi madžarske reprezentance osvojil 4. mesto.